# 長谷川啓
長谷川 啓（はせがわ けい、女性、1941年4月4日 - ）は、日本の日本近代文学研究者。

## 略歴
北海道生まれ。旧姓・朝倉。1964年都留文科大学国文科卒、同助手。1976年法政大学大学院人文科学研究科修士課程修了、姫路独協大学助教授、城西短期大学教授、2012年定年退任。近現代女性文学、特に佐多稲子を研究。最近では、メディア、特に韓流ドラマも研究。日本文学協会、新日本文学会会員。

## 著書
- 『佐多稲子論』オリジン出版センター 1992
- 『家父長制と近代女性文学 闇を裂く不穏な闘い』彩流社、2018

### 共編著
- 『現代女性学の探究 二十一世紀にむけて共生時代を生きぬくキーワード』橋本泰子共編 双文社 1996
- 『母と娘のフェミニズム 近代家族を超えて』水田宗子、北田幸恵共編著 田畑書店 1996
- 『高橋たか子の風景』中川成美共編 彩流社 1999
- 『<転向>の明暗 「昭和十年前後」の文学』責任編集 インパクト出版会 文学史を読みかえる 1999
- 『買売春と日本文学』岡野幸江、渡邊澄子共編 東京堂出版 2002
- 『佐多稲子と戦後日本』小林裕子共編 七つ森書館 2005
- 『編年体近代現代女性文学史』岩淵宏子、北田幸恵共編 至文堂「国文学解釈と鑑賞」別冊 2005
- 『ジェンダーで読む愛・性・家族』岩淵宏子共編 東京堂出版 2006
- 『韓流サブカルチュアと女性』水田宗子、北田幸恵共編 至文堂 2006
- 『老いの愉楽 「老人文学」の魅力』尾形明子共編 東京堂出版 2008
- 『少女小説事典』岩淵宏子,菅聡子,久米依子共編 東京堂出版 2015

## 監修
- 『「帝国」戦争と文学』全30巻 ゆまに書房

## 参考
- 男女共同参画セミナー